# Pterygotrigla polyommata
Pterygotrigla polyommata är en fiskart som först beskrevs av Richardson, 1839.  Pterygotrigla polyommata ingår i släktet Pterygotrigla och familjen knotfiskar. Inga underarter finns listade i Catalogue of Life.